# Бранев, Веселин
Веселин Неделчев Бранев (болг. Веселин Бранев; 28 апреля 1932, София, Третье Болгарское царство — 21 февраля 2014, Канада) — болгарский сценарист, режиссёр, писатель
, редактор.

## Биография
До 1956 года изучал право в Университете Софии.
С 1957 г. работал инспектором в Организации по распространению фильмов, переводчиком в международном отделе ЦК ДКМС, редактором издания «Вечерни новини» (1958—1961), заместителем главного редактора издания «Редакция за чужбина» при Славянском комитете (1970—1971) и редактором журнала «Лъч» (1972—1975). С 1957 года — сценарист и режиссёр киностудии «Бояна». Член Союза болгарских деятелей кино.
С 1997 г. жил в Канаде, где и умер. 

## Творчество
Автор романов, повестей, сборников рассказов, более 40 кинорецензий опубликованных в журналах и газетах «Народна култура», «Вечерни новини», «Народна младеж» и др. В 2007 г. издал мемуарный роман «Следеният човек», в центре которого взаимоотношения болгарской интеллигенции и КГБ.
Фильмы В. Бранева, снятые в 1960—1990 годы стали классикой болгарского кино (такие как «Самая длинная ночь», «Апостолы», "Гостиницв «Централ», «Убийства», «Разводы, разводы» и др.

## Избранные произведения
- «Чаша кафе сутрин» (сборник рассказов), 1966
- «Осъмване без някого» (повесть), 1967
- «Следеният човек» (роман), София, 2007
- «L’homme surveillé», 2009
- «El hombre vigilado», 2009

## Избранная фильмография
- Самая длинная ночь (1967) сценарий
- Апостолите (1979) сценарий
- Гостиница «Централ» (1983) сценарист и режиссёр
- Записки по българските въстания (1976—1981, 13-серийный ТВ сериал) сценарист и режиссёр
- Убийства (1981) сценарий и режиссёр
- Разводы, разводы (1989) сценарий и режиссёр
- «Крехко равновесие» (киноновелла, 1989) сценарист и режиссёр
- «Софийски камерен оркестър» (документальный), сценарист
- «Бойният пилот» (документальный, 1997) сценарий

## Награды
- Орден «Кирилл и Мефодий» I степени
- Премия «Златна роза» за фильм «Самая длинная ночь» (Варна, 1967)
- Премия за фильм «Гостиница «Централ»» (Авелино, Италия)
- Премия за документалистику «Хеликон» за роман «Следеният човек» (София, 2007)